# Al Doilea Război Sino-Japonez
Al Doilea Război Chino-Japonez (7 iulie 1937 –  9 septembrie 1945) a fost un conflict major între Republica China și Imperiul Japonez în timpul celui de-al Doilea Război Mondial. Deși cele două țări se luptau cu intermitență încă din 1931, un război în adevăratul înțeles al cuvântului a început doar în 1937 și s-a încheiat cu capitularea Japoniei din 1945. Acest război a fost un rezultat al unei politici imperialiste de mai multe decenii a Japoniei, prin care s-a încercat dominarea politică și militară a Chinei și câștigarea controlului asupra vastelor resurse de materii prime ale țării. În același timp, valul crescut al naționalismului și dorința de autodeterminare a chinezilor au făcut războiul de rezistență de neevitat. Mai înainte de 1937, cele două națiuni s-au confruntat în "incidente" locale, fiecare dintre cele două părți având numeroase motive să nu declanșeze un război pe scară mare. Invadarea Manciuriei de către japonezi, cunoscută și ca "Incidentul Mukden", a avut loc în 1931. Ultimul dintre aceste incidente a fost "Incidentul de la podul Marco Polo" din 1937, care a fost de altfel considerat momentul oficial de începere a războiului total dintre cele două țări. Din 1937 până în 1941, China a luptat singură împotriva Japoniei. După atacul de la Pearl Harbor, al doilea război chino-japonez a devenit parte a celui de-al doilea război mondial, iar China s-a bucurat de sprijinul Aliaților.

## Denumiri

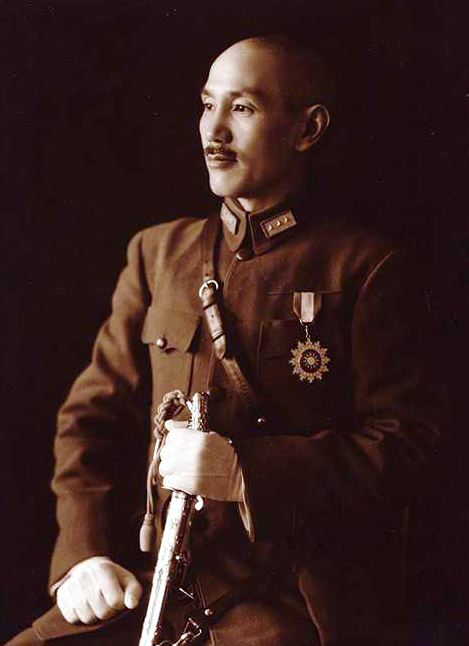
Chiang Kai-shek

În China, conflictul este cunoscut ca Războiul de Rezistență Împotriva Japoniei (抗日戰爭, Kàng Rì Zhànzhēng), sau războiul de rezistență de opt ani (八年抗戰), sau, mai simplu, războiul de rezistență (抗戰).
În Japonia, conflictul este cunoscut ca Războiul Japonezo-Chinez (日中戦争, Nicchū Sensō). În momentul în care au izbucnit luptele în iulie 1937 lângă Beijing, guvernul japonez a folosit termenul incidentul din China de nord (北支事変, Hokushi Jihen), iar după extinderea luptelor și în China centrală, denumirea a fost schimbată în incidentul din China (支那事変, Shina Jihen).
Termenul incident (事変, jihen) a fost utilizat de Japonia deoarece niciuna dintre țări nu a declarat război una celeilalte. Japonia a dorit să evite intervenția în conflict a altor puteri, așa cum ar fi fost Regatul Unit și în mod special Statele Unite, care era în momentul izbucnirii războiului era cel mai mare exportator de oțel în Japonia. Președintele Roosevelt ar fi fost nevoit să impună un embargou livrărilor de oțel (și nu numai) către Japonia, în conformitate cu prevederile Legilor neutralității (Neutrality Acts), dacă conflictul ar fi fost catalogat război.
În Imperiul Japonez, propaganda oficială a numit invadarea Chinei "război sfânt" (seisen), prima treaptă a Hakko ichiu (opt colțuri ale lumii sub un acoperiș). Când ambele țări și-au declarat război în decembrie 1941, numele japonez oficial al conflictului a fost schimbat în Mare război est-asiatic din Pacific (大東亜戦争, Daitōa  Sensō).
Deși guvernul japonez continuă să folosească termenul "Shina Jihen" în documentele oficiale, cuvântul Shina este considerat de chinezi un termen peiorativ.
Denumirea al Doilea Război Chino-Japonez nu este folosită de obicei în Japonia, de vreme ce Primul Război Sino-Japonez (日清戦争, Nisshin-Sensō), dintre Japonia și Imperiul Qing din 1894 nu este considerat ca având vreo legătură evidentă cu cel dintre Imperiul Japonez și Republica China.

## Context general
Originile celui de-al doilea război chino-japonez pot fi depistate în urmările primului război dintre cele două națiuni (1894-1895). În acest conflict, China, aflat atunci sub Dinastia Qing, a fost învinsă de Japonia și a fost forțată să cedeze Taiwanul și să recunoască independența Coreei prin Tratatul de la Shimonoseki. Dinastia Qing a fost pe punctul de a se prăbuși de pe urma revoltelor interne și a înfrângerii de plan extern, iar Japonia a devenit o mare putere datorită măsurilor de modernizare luate în acea perioadă. Republica China a fost fondată în 1912, după  Revoluția Xinhai, care a răsturnat monarhia. Totuși, tânăra republică era chiar mai slabă decât în perioada Qing, în mare parte datorită dominației seniorilor războiului. Perspectiva unificării țării și respingerii intervenției străine părea în acea perioadă puțin probabilă în viitorul apropiat. Unii dintre șefii  militari locali s-au aliat cu puterile străine în încercarea de a-și învinge rivalii. De exemplu, liderul militar Zhang Zuolin din Manciuria a cooperat în mod deschis cu japonezii, de la care primea ajutor militar și economic. Japonia a fost în anii de început ai Republicii China principala amenințare externă.
În 1915, Japonia a prezentat Cele 21 de cereri, care trebuiau să ghideze interesele politice și economice în China. După victoria în primul război mondial, Japonia a cucerit sfera de influență germană din Shandong. China a rămas fragmentată în timpul guvernului Beiyang și nu a fost capabilă să reziste incursiunilor străine până la Expediția nordică din 1926-1928, lansată de Kuomintang (KMT, Partidul Naționalist Chinez), guvernul rival cu sediul în Guangzhou. Expediția nordică a străbătut întreaga Chină până a fost oprită în Shandong, unde seniorul războiului din  Beiyang Zhang Zongchang, sprijinit de japonezi, a împiedicat Armata Kuomintangului să unifice China prin forța armelor. Această situație a culminat cu Incidentul Jinan din 1928, în timpul căruia armata Kuomintangului și cea japoneză s-au ciocnit într-un scurt conflict. În același an, dictatorul militar Zhang Zuolin a fost asasinat, după ce nu s-a arătat suficient de cooperant cu japonezii. După acest incident, guvernul Kuomintangului sub conducerea lui Chiang Kai-shek a reușit în sfârșit să unifice China 1928.

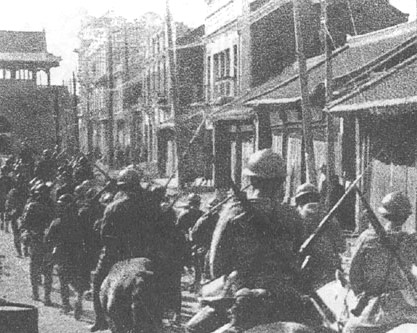
Trupele japoneze intrând în Shenyang în timpul incidentului Mukden.

Cu toate aceste, conflictele dintre China și Japonia au continuat, de vreme ce principalul obiectiv al naționaliștilor chinezi era, conform cu cele trei principii al poporului, alungarea tuturor imperialiștilor străini din China. Expediția nordică a unificat China numai din punct de vedere oficial, în țară izbucnind războaie civile între facțiunile foștilor seniori ai războiului și Kuomintang. În plus, comuniștii chinezi s-au răsculat împotriva guvernului central, după ce reprezentanții lor au fost epurați din executiv. Din cauza acestei situații complicate, guvernul central chinez și-a concentrat atenția mai mult spre problemele războaielor civile, urmând principiul mai întâi pacificarea internă, după aceia rezistența externă. Această situație a fost rapid exploatată de Japonia, care și-a continuat agresiunea în regiune. În 1931, japonezii au invadat Manciuria imediat după incidentul Mukden. După cinci luni de război, a fost înființat în 1932 statul marionetă Manciukuo, avându-l în fruntea pe ultimul împărat al Chinei, Puyi. Nefiind capabilă să lupte direct cu Japonia, China a apelat la Liga Națiunilor. Investigația Ligii Națiunilor a fost finalizată prin Raportul Lytton, prin care Japonia era condamnată pentru incursiunea din Manciuria și determinat guvernul nipon să retragă țara din Ligă. De la sfârșitul deceniului al treilea și de-a lungul celui de-al patrulea, comunitatea internațională a adoptat politica împăciutorismului, nicio țară nefiind dispusă să ia o poziție hotărâtă, în afara unor declarații formale. Japonia considera Manciuria ca o sursă de materii prime și ca un stat tampon la granița cu Uniunea Sovietică.
Incidentul Mukden a fost urmat de o lungă serie de mici incidente. În 1932, soldații chinezi și japonezi au luptat într-un scurt conflict în timpul incidentului din 28 ianuarie. Ca urmare, zona Shanghai a fost demilitarizată, împiedicând prezența trupelor guvernului central chinez într-unul dintre orașele aflate formal sub controlul său. În Manciukuo era în plină desfășurare o campanie de pacificare, prin care se urmărea înfrângerea armatelor de voluntari antiniponi, care erau mișcări populare apărute ca urmare a politicii de non-rezistență a guvernului central chinez. În 1933, japonezii  au atacat regiunea Marele Zid. La sfârșitul acestui nou conflict a fost semnat Armistițiul de la Tanggu, care a asigurat Japoniei controlul asupra provinciei Rehe și a obligat China să procedeze la demilitarizarea regiunii dintre Marele Zid și regiunea Beiping-Tianjin. Obiectivul japonezilor era să creeze un nou stat-tampon între Manchukuo și regiunile controlate de guvernul naționalist chinez cu sediul la Nanjing.
Japonezii foloseau conflictele interne dintre diversele facțiuni chineze pentru a slăbi forța potențialilor lor adversari, unul câte unul. Această politică a fost favorizată de faptul că și după Expediția nordică, puterea politică a guvernului naționalist se extindea doar în zona deltei râului Yangtze, în timp ce în alte regiuni puterea se afla în mod practic în mâinile liderilor locali. De aceea, japonezii întrețineau sau creau legături speciale cu acești lideri locali, cu scopul subminării puterii centrale. Japonezii au cultivat relațiile cu așa-numiții "hanjian" – colaboraționiști chinezi –  pe care i-a ajutat să conducă guverne „autonome" cu o atitudine prietenoasă față de interesele nipone. Această politică a fost cunoscută drept   Specializarea Chinei de Nord, sau Mișcarea pentru autonomia Chinei de Nord. Provinciile nordice care au fost incluse în această politică au fost Chahar, Suiyuan, Hebei, Shanxi și Shandong.
În 1935, ca urmare a presiunilor japonezilor, chinezii au fost nevoiți să semneze Acordul He-Umezu, prin care îi era interzis Kuomintangului să întreprindă operațiuni politice în Hebei și punea capăt controlului guvernului central asupra Chinei de Nord. În același an a fost semnat Acordul Chin-Doihara prin care Kuomintangul era alungat din Provincia Chahar. Astfel, până la sfârșitul anului 1935, guvernul central chinez nu mai deținea controlul asupra Chinei de Nord. În această regiune, japonezii au sprijinit activitatea Consiliului Hebeiului Răsăritean Autonom și a Consiliului Politic Hebei-Chahar.

### Motivele declanșării războiului
Pentru a înțelege complexitatea implicării Japoniei în China, ca și a implicării ulterioare a Uniunii Sovietice, a Regatului Unit și a Statelor Unite în războiul chino-japonez, este foarte important să înțelegem interesele subterane ale diferitelor părți care s-au implicat în conflict.
Japonia: Motivele Japoniei erau clare: obținerea prosperității Imperiului prin exploatarea bogățiilor Chinei. Japonezii nu aveau interesul să conducă direct China, ci mai degrabă să distrugă guvernul central chinez și să creeze guverne marionetă care să răspundă fără comentarii pretențiilor nipone. Trebuind să facă față unor restricții comerciale tot mai mari în relație cu puterile occidentale, japonezii au crescut nivelul implicării lor în China. Japonia avea nevoie să controleze importante resurse naturale, precum erau cele din Malaezia, Indonezia și Filipine, care erau în acea vreme controlate de Anglia sau de Franța. Toate aceste obiective economice aveau să ducă la implicarea Japoniei în luptele celui de-al doilea război mondial.
China (Nationalistă): China Naționalistă avea mai multe obiective: să reziste agresiunii japoneze, să reunifice China sub autoritatea unui guvern central, să crească rolul țării pe plan extern, să înfrângă mișcarea comunistă și să transforme țara într-o putere regională.
Comuniștii chinezi: Comuniștii chinezi au evitat luptele pe scară mare cu japonezii, în același timp implicându-se în activitatea politică și în lupte de guerilă în zonele ocupate de niponi, pentru a-și extinde baza de masă. Motivul principal pentru care comuniștii au încercat să evite conflictele de amploare cu japonezii a fost dorința lor de a se prezenta la sfârșitul războiului mai puternici decât adversarii lor politici – naționaliștii.
Uniunea Sovietică: URSS avea interesul să nu intervină în conflictul chino-japonez pentru a avea mâinile libere în conflictul din Rusia Europeană cu Germania Nazistă. O asemenea atitudine ar fi permis Uniunii Sovietice să mențină efective reduse în Siberia, ar fi direcționat principalele unități militare și resurse materiale spre Europa și, în plus, ar fi ajutat cauza chinezilor comuniști, care ar fi putut mai ușor prelua puterea în țară, ceea ce ar fi dus la crearea unei zone tampon între URSS și Japonia.
Regatul Unit: De-a lungul deceniului al treilea și al patrulea, atitudinea Angliei față de Japonia a fost una conciliantă, de vreme ce ele formau deja o Alianță. Numeroși cetățeni britanici din China sprijineau acțiunile japoneze din China, cu scopul evident al slăbirii puterii guvernului naționalist. Această atitudine a fost urmare a acțiunilor guvernului naționalist, care a revocat numeroase concesiuni străine și a acționat pentru impunerea propriilor taxe și impozite, ceea ce a afectat profund interesele economice britanice. După izbucnirea celui de-al doilea război mondial, Regatul Unit a fost obligat să lupte în Europa împotriva Germaniei Naziste, sperând în acest timp ca războiul dintre chinezi și japonezi să ajungă într-un punct mort. O asemenea situație din orient ar fi permis britanicilor să-și recupereze în timp coloniile din Hong Kong, Malaezia, Burma și Singapore. Principalele forțe britanice au fost implicate în războiul din Europa, contribuția lor la desfășurarea războiului din Pacific fiind neînsemnată.
Statele Unite: Statele Unite a dus până la atacul de la Pearl Harbor o politică izolaționistă și multă vreme nu s-au arătat interesate să provoace direct Japonia. În același timp, SUA a ajutat China, permițând voluntarilor să participe la război și instituind un embargou al oțelului și petrolului. După atacul de la Pearl Harbor, în scopul înfrângerii japonezilor pe frontul din Pacific, în condițiile în care SUA erau implicate și pe frontul european și obiectivul principal al Aliaților era înfrângerea naziștilor,  americanii au adoptat o politică a cuceririi insulelor de pe cale de apropiere de insulele nipone. SUA au început să cucerească baze aeriene care le-ar fi permis efectuarea de raiduri aeriene asupra Japoniei și le-ar fi asigurat baze de pornire pentru o eventuală debarcare. După capitularea Germaniei, războiul din Pacific trebuia încheiat cu cât mai puține pierderi de vieți omenești. Președintele Franklin D. Roosevelt a dorit să ajute China, asigurându-și astfel un aliat democrat și o sursă de stabilitate postbelică în Asia Răsăriteană.
Este clar că guvernul naționalist chinez avea o sarcină foarte dificil de îndeplinit, de vreme ce interesele Aliaților erau uneori atât de diferite de cele ale Chinei.

## Invadarea Chinei

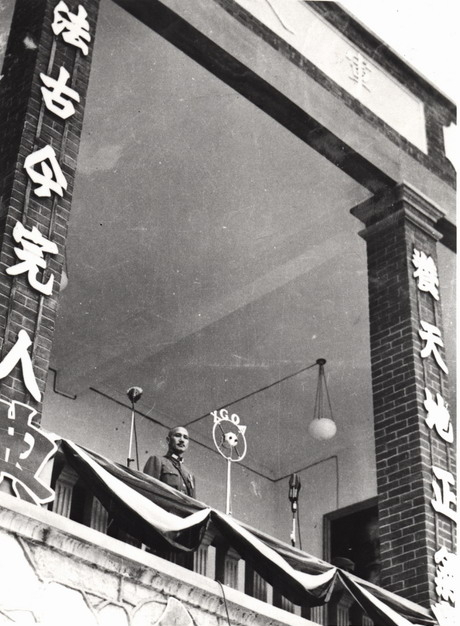
Chiang Kai-shek anunțând politica de rezistență împotriva Japoniei la Lushan pe 10 iulie 1937, la trei zile de la incidentul de la podul Marco Polo.

Cei mai mulți istorici consideră că incidentul care poate fi  începutul celui de-al doilea război chino-japonez este bătălia de la podul Lugou (Incidentul de la podul Marco Polo) de pe 7 iulie 1937. Unii dintre istoricii chinezi consideră că războiul a început odată cu declanșarea incidentului Mukden de pe 18 septembrie 1931. După incidentul Mukden, armata japoneză a ocupat Manciuria și a stabilit aici un guvern-marionetă al statului Manciukuo (18 februarie 1932). Japonia a făcut presiuni asupra  Chinei pentru recunoașterea independenței noului stat Manciukuo.
După Incidentul de la podul Marco Polo din 1937, japonezii au ocupat Shanghaiul, Nanjingul și Shanxiul de sud într-o campanie militară în care au fost implicați peste 350.000 de soldați japonezi. Istoricii au apreciat că în timpul masacrului din Nanking au fost uciși peste 300.000 de civili chinezi, după victoria japoneză greu obținută în Bătălia de la Nanjing (13 decembrie 1937). Unii istorici japonezi neagă existență acestui masacru. În ani care au urmat, forțele aeriene japoneze au lansat raiduri aeriene asupra tuturor marilor orașe chinezești, provocând numeroase victime omenești și daune materiale uriașe.
Incidentul de la podul Marco Polo nu a marcat numai începutul unui război nedeclarat dintre China și Japonia, dar a grăbit și crearea celui de-al doilea Front Unit din China dintre Kuomintang și Partidul Comunist Chinez (PCC). Antagonismele dintre cele două mișcări politice erau evidente, alianța lor militară fiind parafată practic cu pistolul la tâmplă, când Chiang Kai-shek a fost răpit la Xi'an și a fost forțat să accepte alianța cu Partidul Comunist. Această alianță neobișnuită a început să se destrame la sfârșitul anului 1938, în ciuda victoriilor neîntrerupte  ale japonezilor din nordul Chinei, din regiunile de coastă și din valea râului Yangtze. După 1940, conflictul dintre naționaliști și comuniști a devenit acut în regiunile din afara sferei de control a japonezilor, culminând cu incidentul noii Armate a 4-a. Comuniștii au reușit să-și extindă influența în orice teritoriu în care condițiile locale le permitea acest lucru, prin efectuarea de reforme administrative, ale proprietății agricole și ale taxelor și impozitelor, toate favorizând țăranii, dar și prin înființarea de organizații locale de partid, în vreme de naționaliștii încercau să stăvilească influența comuniștilor și să lupte în același timp și cu japonezii.
Japonezii nu aveau capacitatea, și se pare că nici intenția, să administreze direct China. Scopul lor era să creeze guverne marionetă favorabile niponilor. Totuși, atrocitățile comise de forțele armate japoneze din China a făcut ca aceste guverne sprijinite de Tokyo să fie foarte nepopulare.

## Strategia chinezilor
China, spre deosebire de Japonia, era nepregătită pentru declanșarea unui război total și avea o capacitate a industriei militare redusă. Armata chineză nu avea divizii mecanizate și dispunea de puține blindate. Până la mijlocul deceniului al patrulea, China a sperat că intervențiile Ligii Națiunilor vor calma agresiunea japonezilor. În plus, guvernul Kuomintangului era implicat într-un război civil care părea fără sfârșit cu forțele comuniștilor chinezi.  Chiang ar fi spus la un moment dat: "Japonezii sunt o boală de piele, comuniștii sunt o boală de inimă". Deși comuniștii au format Noua Armată a 4-a și Armata căii a 8-a care se aflau sub comanda nominală a Armatei Naționale Revoluționare, Frontul Unit din China nu a fost o alianță în adevăratul înțeles al cuvântului, fiecare parte fiind pregătită să reia războiul civil de îndată ce japonezii ar fi fost alungați din țară.
Aceste condiții generale au forțat China să adopte o strategie al cărui obiectiv final era conservarea puterii sale militare, de vreme ce un atac direct împotriva japonezilor părea să fie sinucigaș. Pe de altă parte, luptătorii de guerilă au continuat rezistența în pungile izolate din zonele ocupate de japonezi. Ca rezultat, japonezii controlau pe deplin numai orașele și căile ferate, în vreme ce zonele rurale erau aproape în exclusivitate sub controlul partizanilor.
Chiang și-a dat seama că, pentru a câștiga sprijinul Statelor Unite sau unei alte națiuni aliate, China trebuia să se dovedească cu adevărat capabilă să lupte. O retragere masivă ar fi descurajat ajutorul străin, astfel că Chiang a hotărât să reziste în timpul Bătăliei de la Shanghai. Chiang și-a trimis trupele sale de elită, antrenate după modelul german, să apere cel mai important oraș industrial chinez de atacul japonez. Bătălia s-a încheiat cu retragerea chinezilor spre Nanjing, după ce ambele părți au avut pierderi foarte grele. Deși la Shanghai chinezii au pierdut lupta, ei au dovedit că sunt greu de înfrânt și că sunt hotărâți să lupte până la capăt. Bătălia a durat trei luni și a fost un important factor de creștere a moralului poporului chinez, punând capăt lăudăroșeniei niponilor care afirmaseră în zeflemea că sunt capabili să cucerească Shanghaiul în trei zile și China în trei luni.

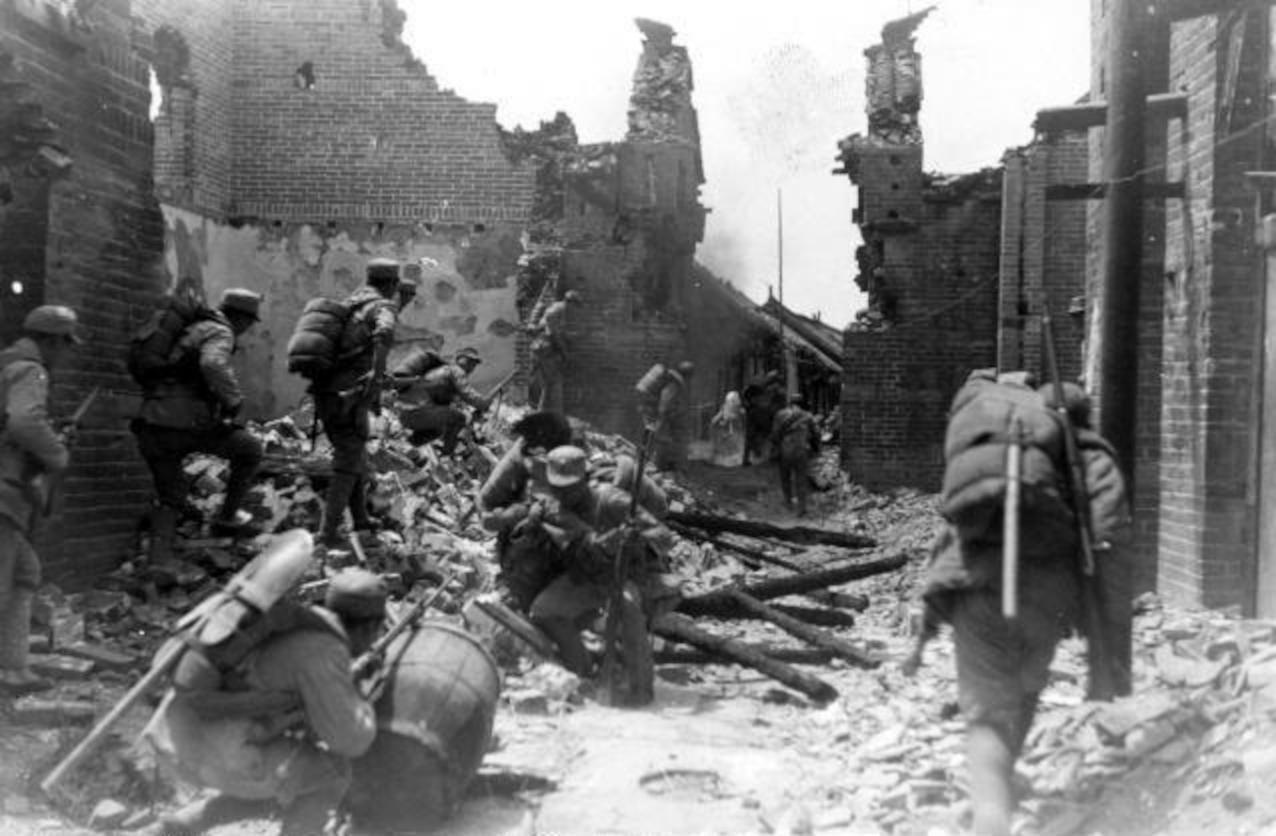
Soldați chinezi implicați în luptele de stradă din timpul bătăliei de la Tai'erzhuang.

În timp ce această confruntare directă dintre armate s-a petrecut în etapele de început ale războiului, marele număr de înfrângeri ale chinezilor față de cel al victoriilor a dus în cele din urmă la o strategie de eschivare. Regiuni mari ale Chinei au fost cucerite în primele faze ale războiului, dar victoriile japoneze au început să se rărească pe la mijlocul anului 1938. Strategia chinezilor din acest moment era aceea de prelungire a războiului până când armata se întărea suficient de mult pentru a-i înfrânge pe japonezi. Chinezii au folosit uneori tactica pământului pârjolit într-o încercare de încetinire a înaintării japonezilor. Barajele și digurile au fost sabotate, ceea ce a avut ca rezulta marea inundație din 1938. În plus, numeroase întreprinderi industriale au fost demontate din zona de coastă și strămutate în zonele din interior. În 1940, războiul a ajuns la un impas, fiecare tabără reușind puține victorii. Chinezii au reușit să-și apere cu succes pământurile în mai multe ocazii în fața japonezilor, în vreme ce pentru niponi, în zonele pe care le cuceriseră deja, rezistența îndârjită a locuitorilor făcea ca victoria să pară o posibilitate îndepărtată. Această situație a dus la luarea unor măsuri extreme de către japonezi, o versiune a tacticii pământului pârjolit: Cei trei tot: ucide totul, fură totul, arde totul. În această perioadă au fost comise cele mai multe crime de război ale japonezilor.
Pe 7 decembrie 1941, japonezii au atacat baza militară de la Pearl Harbor, ceea ce a atras în război Statele Unite ale Americii. China a declarat oficial război Japoniei pe 8 decembrie 1941. China nu declarase război mai devreme, deoarece ajutoarele militare din partea unor națiuni neutre nu ar mai fi putut fi acordat de națiunile donatoare dacă starea de beligeranță ar fi fost oficială. După atacul de la Pearl Harbor, prioritățile s-au schimbat – de la supraviețuire la victorie. Beneficiind de un ajutor militar străin însemnat, armata chineză a început să atace invadatorul nipon. Forțele chineze au luat parte la eliberarea Burmei. Până în 1945, armata chineză a făcut progrese însemnate, eliberând teritorii importante de sub stăpânirea japoneză. Împreună cu americanii, chinezii au declanșat operațiunile BETA și CARBONADO, care urmăreau eliberarea întregii Chine continentale, începând din Guandong și mai apoi spre nord către Shanghai. Lansarea bombelor atomice asupra orașelor Hiroșima și Nagasaki și intrarea Uniunii Sovietice în război, (Operațiunea Furtună de august), au pus capăt războiului mai repede decât s-ar fi bănuit.
Strategia de bază a chinezilor din timpul războiului poate fi împărțită în trei perioade:
1. 7 iulie 1937 (bătălia de la podul Lugou) – 25 octombrie 1938 (căderea orașului Hankou). În această perioadă, conceptul de bază a fost "spațiu pentru timp". Armata chineză trebuia să lupte pentru a întârzia înaintarea japonezilor spre orașele nord-estice, pentru a permite unităților industriale să se retragă în Chongqing, unde trebuia organizată rezistența pe termen lung.
2. 25 octombrie 1938 (căderea orașului Hankou) – iulie 1944. În această perioadă, armata chineză a adoptat conceptul "războiului magnetic", care presupunea atragerea trupelor japoneze în marș în puncte bine definite, unde urmau să fie organizate ambuscade, atacuri din flanc și încercuiri.  Unul dintre exemple cele mai bune ale acestei tactici a fost Bătălia de la Changsha.
3. iulie 1944 - 15 august 1945. În această perioadă chinezii au lansat contraofensive masive împotriva japonezilor.

## Efectivele armatelor implicate în  lupte

### Armata Națională Revoluționară

Steagul Armatei Naționale Revoluționare

Armata Națională Revoluționară a cumulat de-a lungul existenței sale aproximativ 4.300.000 de soldați ai armatei regulate, împărțiți în 370 de divizii standard, 46 de divizii noi, 12 divizii de cavalerie, 8 divizii noi de cavaleri, 66 de divizii temporare și 13 divizii de rezerve. De-a lungul timpului, mai multe divizii au fost contopite, iar multe dintre ele nu au fost active tot timpul. Numărul de divizii active de la începutul războiului din 1937 a fost de 170. O divizie a Armatei Naționale Revoluționare avea în medie între 4.000 și 5.000 de soldați. O armată chineză avea un efectiv apropiat de cel al uneia nipone, dar era mult mai slab dotată la capitolul artilerie, arme grele și mijloace mecanizate de transport. Slaba dotare materială a chinezilor făcea ca puterea de foc a unei divizii japoneze să fie egalată de puterea de foc a trei-patru armate chineze. Datorită acestor probleme de dotare, artileria și armele grele disponibile erau repartizate de obicei brigăzilor specializate, nu diviziilor, ceea ce crea mari probleme comandanților chinezi, datorită problemelor de coordonare. Puterea relativă de luptă a diviziilor chineze era mai scăzută decât a japonezilor, dacă se iau în considerație și alte aspecte precum spionajul militar, logistica, comunicațiile și serviciile medicale.
Armata Națională Revoluționară (ANR) poate fi împărțită în două mari grupări. Prima este așa-numita grupare dixi (嫡系, "origine directă"), care cuprindea diviziile instruite de Academia Militară Whampoa loiale lui Chiang Kai-shek. Acestea puteau fi considerate Armata Centrală a ANR. A doua grupare era cunoscută și ca zapai (雜牌, "unitățile amestecate") și era compusă din diviziile conduse de comandanți care nu absolviseră Academia Whampoa, fiind cunoscută ca o Armată Regională sau Provincială. În ciuda apartenențe ambelor grupări la Armata Națională Revoluționară, ele se distingeau prin gradul de loialitate față de guvernul central al lui Chiang Kai-shek. Mulți foști seniori ai războiului și militariști regionali au fost încorporați în ANR sub steagul Kuomintangului, dar ei și-au păstrat în realitate în cea mai mare parte independența față de guvernul central. Ei controlau de asemenea o bună parte a efectivelor armatei chineze. 
Deși cea mai mare parte a războiului, forțele armate controlate de Partidul Comunist Chinez au făcut în mod oficial parte din Armata Națională Revoluționară, datorită implicării lor în special în războiul de guerilă, efectivele lor sunt greu de apreciat. Există estimări care consideră că efectivele Armatei căii a 8-a, Noi armate a 4-a și a milițiilor populare s-au ridicat la un total de 1.300.000 de luptători. 
Vedeți și: Armatele chineze în al doilea război chino-japonez

### Armata Imperială Japoneză

Steagul Armatei Imperiale Japoneze.

- Armata Imperială Japoneză avea efective de aproximativ 2.000.000 de oameni. În China, japonezii deplasaseră mai mulți soldați decât oriunde altundeva pe teatrul de război din Pacific. Efectivele diviziilor variau între 10.000 și 20.000 de soldați. În momentul atacului de la Pearl Harbor , Armata Imperială avea 51 de divizii, (dintre care 35 erau în China), și 39 de brigăzi independente, (dintre care 38 erau în China).

- Armata colaboraționistă chineză avea în 1938 cam 78.000 de oameni și își crescuse efectivele la 145.000 de soldați în 1940. În perioada 1942-1943, efectivele lor au crescut spectaculos la aproximativ 1.186.000 de soldați. Există chiar estimări care ridică efectivele colaboraționiștilor la aproximativ 2 milioane de luptători, ceea ce ar fi un caz neobișnuit în al doilea război mondial, efectivele colaboraționiștilor depășind numeric pe cele ale invadatorilor. În momentul de maximă putere, pe front luptau cam 900.000 de soldați colaboraționiști. Aproape toate aceste trupe se aflau sub comanda guvernelor marionetă, precum erau cele din Manciukuo, Guvernul provizoriu al Republicii China (Beijing), Guvernul reformat al Republicii China (Nanjing) sau Guvernul Wang Jingwei (Nanjing). Trupele colaboraționiste erau destinate în principal apărării diferitelor garnizoane sau asigurării serviciilor logistice pentru niponi în regiunile aflate sub controlul guvernelor marionetă din teritoriile ocupate. Aceste trupe erau rareori trimise pe front datorită moralului scăzut care le caracteriza cât și neîncrederii cu care le priveau japonezii. Dacă au fost totuși folosite în lupte, au fost implicate în hărțuieli împotriva trupelor Kuomintangului sau celor ale Partidului Comunist Chinez, rezultatele fiind extrem de slabe.

## Impasul
În 1940, luptele dintre cele două armate au ajuns într-un punct mort. În vreme ce japonezii ocupaseră cea mai mare parte a coastei de est a Chinei, luptele de guerilă continuau în zonele cucerite. Guvernul naționalist condus de Chiang Kai-shek își mutase sediul în capitala provizorie Chongqing. China, datorită capacităților industriale și a experienței de luptă limitate, nu putea lansa o contraofensivă decisivă împotriva invadatorilor. Chiang nu-și putea permite să riște declanșarea unui atac puternic datorită stării slabe a instruirii, a echipării insuficiente a trupei și a conducerii ineficiente, dar și datorită opoziției principalilor comandanți ai Kuomintangului și ai restului armatelor chineze. Deja Chaing pierduse o bună parte dintre cele mai bune trupe în timpul luptelor pentru apărarea Shanghaiului și a depins multă vreme de capriciile generalilor săi, care-și menținuseră autonomia față de guvernul central. Pe de altă parte, japonezii pierduseră foarte mulți oameni din caza sabotajelor rezistenței din teritoriile ocupate și avea deja mari probleme în organizarea și administrarea teritoriilor cucerite.
Cei mai mulți analiști considerau că naționaliștii nu puteau fi capabili să continue lupta în condițiile în care cele mai multe fabrici din zona prosperă de est  erau aproape în întregime sub controlul japonez. Aproape toate marile puteri ezitau să acorde un ajutor substanțial chinezilor, deoarece aproape toată lumea considera că japonezii urmau să câștige războiul și nu doreau să intre în conflict cu niponii, care ar fi fost capabili să pună în pericol coloniile din zonă. Marile puteri considerau că orice ajutor acordat Kuomintagului poate să înrăutățească relațiile cu japonezii, care se lăudaseră cu capacitatea de cucerire a Chinei într-o perioadă de numai trei luni.
Germania și Uniunea Sovietică au asigurat un oarecare ajutor chinezilor mai înainte de escaladarea conflictului din Asia. Mai înainte de izbucnirea războiului, Germania și China dezvoltaseră o cooperare economică și militară fructuoasă. Germanii contribuiseră la modernizarea industriei și armatei chineze în schimbul exporturilor de materii prime. Mai mult de jumătate din exportul de arme al Germaniei din perioada sa de reînarmare era destinat Chinei. Programul de modernizare a 30 de divizii chineze nu a fost însă îndeplinit deoarece în 1938 germanii și-au retras sprijinul. Uniunea Sovietică era interesată să ajute China pentru a împiedica Japonia să atace Siberia. URSS spera ca astfel să evite războiul pe două fronturi. În septembrie 1937 a fost semnat Pactul de neagresiune chino-sovietic, ceea ce a dus la aprobarea  Operațiunii Zet, mobilizarea unei forțe aeriene sovietice formată din voluntari. 
Ca parte a operațiunii secrete sovietice, tehnicienii Armatei Roșii au modernizat mai multe avioane de transport ale chinezilor. Au sosit în China un număr de consilieri militari, (printre ei aflându-se și Gheorghi Jukov), dar și bombardiere, avioane de vânătoare și provizii militare. Mai înainte de intrarea în război a Aliaților occidentali, Uniunea Sovietică a asigurat cel mai important ajutor militar străin pentru China, adică aproximativ 250 de milioane de dolari. În 1941, ajutorul militar sovietic a fost întrerupt ca urmare a semnarea pactului de neutralitate sovieto-japonez, semnat după declanșarea Operațiunii Barbarossa. Acest pact a asigurat spatele Uniunii Sovietice, care nu mai era nevoită să facă față amenințării unui război pe două fronturi. 
Dintre Aliați, Statele Unite ale Americii, Franța și Regatul Unit nu au asigurat ajutoare substanțiale decât după atacul de la Pearl Harbor din 1941, când Kuomintangul a fost sprijinit generos să continue lupta.
Opinia publica din occident a devenit treptat favorabilă Kuomintangului. La începutul deceniului al patrulea, opinia publică era favorabilă japonezilor. Totuși din decembrie 1937, după ce japonezii au atacat vasul USS Panay  și după masacrul de la Nanking, opinia publică a început să fie defavorabilă niponilor, odată cu creșterea temerilor față de expansionismul japonez. În 1938, guvernul australian a împiedicat o firmă de stat niponă să cumpere o mină de fier din Australia și a interzis exportul de minereu de fier către Japonia.
Pe la mijlocul anului 1941, SUA au organizat "Grupul Voluntarilor Americani Tigrii Zburători". În decursul luptelor, americanii au acumulat 300 de victorii aeriene și au pierdut doar 12 dintre avioanele Curtiss P-40 din dotare. Tacticile dezvoltate de acești piloți de vânătoare au fost adoptate de întreaga aviație militară americană.
În plus, Statele Unite, Anglia și Indiile Olandeze au declanșat embargourile țițeiului sau oțelului. Pierderea importurilor de țiței a împiedicat continuarea războiului mecanizat japonez în China. Aceste embargouri a determinat Japonia să declanșeze atacurile împotriva posesiunilor Aliaților din Asia de sud-est și împotriva bazei militare americane de la  Pearl Harbor.

## Intrarea în război a Aliaților occidentali
Imediat după atacul de la Pearl Harbor, atât Statele Unite cât și  China au declarat  război Japoniei. Chiang Kai-shek a continuat să primească provizii din Statele Unite, conflictul chino-japonez devenind parte a teatrului de lupte din Asia al celui de-al doilea război mondial. Totuși, spre deosebire de ruta arctică de aprovizionare a Uniunii Sovietice, care a rămas deschisă aproape tot timpul războiului, rutele maritime spre China au fost multă vreme închise, astfel că între închiderea drumului Burmei în 1942 și redeschiderea lui ca drumul Ledo în 1945, ajutorul pentru Chiang Kai-shek a fost limitat doar la ceea ce se putea transporta pe calea aerului peste extremitatea sudică a Munților Mimalaia, așa numita The Hump (Cocoașa). Cea mai mare parte a întreprinderilor industriale fuseseră capturate sau distruse de japonezi, iar Uniunea Sovietică nu putea să dea un ajutor însemnat, efortul ei principal fiind făcut pe frontul de răsărit. Datorită acestor factori, guvernul chinez nu a avut niciodată suficiente provizii și echipamente pentru organizarea unei ofensive majore.
Chiang a fost numit Comandantul șef aliat pe teatrul de război din  China în 1942. Generalul Joseph Stilwell a fost o vreme șef al Marelui Stat Major al lui Chiang, fiind în același timp și comandant al forțelor americane de pe frontul China-Burma-India. Relațiile dintre Stilwell și Chiang s-au deteriorat rapid datorită unei multitudini de factori. Unii istorici au afirmat că factorul principal ar fi fost corupția și ineficiența guvernului chinez. Alți istorici consideră că situația era mult mai complicată. Stilwell dorea cu putere să aibă controlul complet asupra trupelor chinezești, iar Chiang se opunea  cu tărie. Stilwell nu înțelegea complexitatea situației, în condițiile în care comuniștii se întăreau neîncetat, iar Chiang trebuia să lupte pe mai multe fronturi, atât împotriva japonezilor cât și împotriva comuniștilor. Stilwell critica în mass media americană modul în care guvernul chinez conducea războiul reclama corupția și incompetența chinezilor direct la președintele Franklin Roosevelt. Chiang ezita să deplaseze multe trupe departe de frontul principal, deoarece chinezii suferiseră deja pierderi omenești uriașe până în acel moment, iar, pe de altă parte, era convins că Japonia va fi obligată să capituleze în fața Aliaților și a uriașei superiorități industriale și în efective a americanilor. Aliații au început să-și piardă încrederea în capacitatea chinezilor de executare a operațiilor ofensive pe continentul asiatic și s-au concentrat în schimb pe lupta cu japonezii din insulele Pacificului. După  trei luni de la încetarea ostilităților pe teatrul european de luptă al celui de-al doilea război mondial, ca parte a înțelegerilor făcute la Conferința de la Yalta, Uniunea Sovietică a lansat o ofensivă copleșitoare – Operațiunea Furtună de august – împotriva japonezilor din Manciuria. După capitularea Japoniei în fața Aliaților, sovieticii au trecut la demontarea a aproape întregului echipament industrial din Manciuria și transportarea lui în URSS. În acest timp, comuniștii chinezi au găsit un excelent refugiu în Manciuria, și au pus mâna pe tot ce nu luaseră sovieticii, inclusiv pe stocurile de arme și muniții pe care le lăsaseră japonezii.
Conflictele dintre China, Statele Unite și Regatul Unit s-au manifestat și în cursul Războiului din Pacific. Winston Churchill ezita să trimită în regiune trupe britanice ca să redeschidă Drumul Burmei, în condițiile în care mulți dintre militarii britanici fuseseră deja înfrânți în luptele cu japonezii în campaniile precedente. Pe de altă parte, generalul Stilwell considera că deschiderea Drumului Burmei era vital pentru China, în condițiile în care toate porturile țării erau ocupate de japonezi. Politica "Mai întâi Europa" inițiată de Churchill neglija în mod evident cererile liderilor asiatici, așa cum era Chiang. Mai mult, cererile britanicilor ca trupele chineze să fie trimise pe frontul din Indochina în Campania din Burma era privită de Chiang ca o încercare a englezilor de folosire a chinezilor pentru recucerirea coloniilor britanice și de apărare a Indiei. Chiang considera că trupele chineze ar fi trebuit trimise spre răsăritul țării pentru a apăra bazele aeriene americane, o mișcare sprijinită și de Claire Chennault. În plus, Chiang și-a manifesta public sprijinul pentru Mișcarea pentru independența Indiei într-o întâlnire cu Mahatma Gandhi din 1942, ceea ce a dus la o răcire pronunțată a relațiilor dintre China și Regatul Unit. 

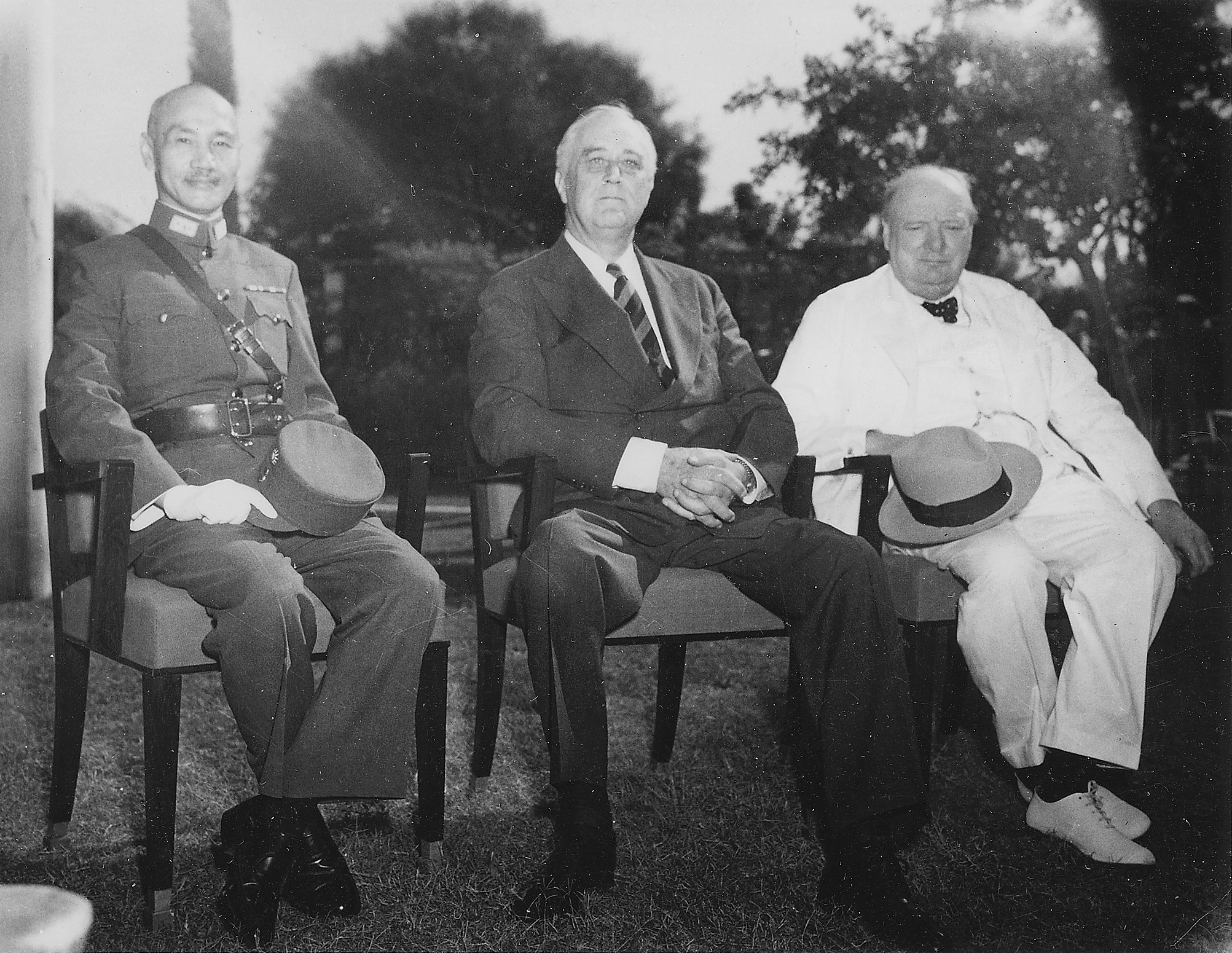
Chiang Kai-shek, Franklin D. Roosevelt și Winston Churchill la Conferința de la Cairo din 1943.

Statele Unite considera teatrul de lupte din China drept un mijloc pentru împiedicarea unui mare număr de soldați japonezi să participe la apărarea propriei țări. În același timp, China oferea un număr de locații foarte potrivite pentru organizarea unor baze militare aeriene, de pe care puteau să decoleze bombardierele implicate în raidurile aeriene împotriva principalelor insule nipone. În 1944, în vreme ce situația japonezilor în Pacific era în continuă deteriorare, Armata Imperială Japoneză a lansat Operațiunea Ichigo, de anihilare a bazelor aeriene americane care funcționau în China. Japonezii au preluat controlul asupra provinciilor Hunan, Henan și Guangxi. Eșecul forțelor chineze să apere aceste regiuni a dus la înlocuirea lui Stilwell cu generalul Albert Wedemeyer. Cu toate acestea, truple chineze sub comanda lui Sun Li-jen au reușit să-i alunge pe japonezi din nordul Burmei și să securizeze Drumul Ledo, o extrem de importantă rută de aprovizionare a Chinei. În primăvara anului 1945, chinezii au lansat o importantă ofensivă pentru recucerirea provinciei Guangxi și a altor câteva regiuni sudice. Cu trupele chineze mult mai bine antrenate și înarmate, Albert Wedemeyer a planificat lansarea Operațiunii Carbonado în vara anului 1945 pentru cucerirea provinciei Guandong și a cel puțin unui port maritim, de unde s-ar fi putut continua atacul spre Shanghai. Până în cele din urmă, lansarea bombelor nucleare a grăbit capitularea japonezilor, iar planurile pentru ofensivele chinezilor nu au mai fost puse în practică.

## Estimări ale pierderilor umane

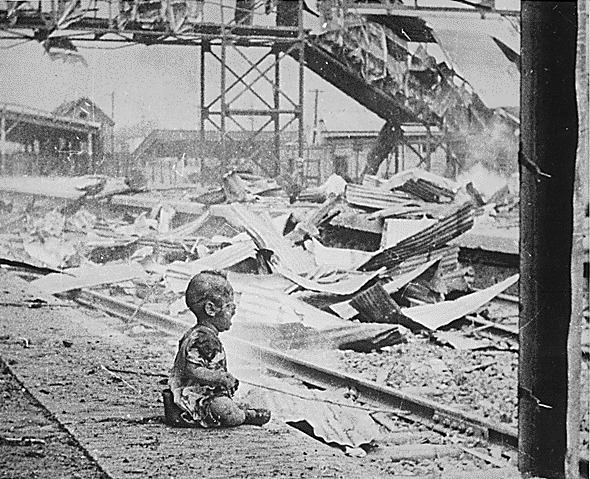
Shanghai 1937: una dintre primele fotografii din războiul din China apărută în revista LIFE.

Războiul chino-japonez a durat 97 de luni și 3 de zile (din 1937 până în 1945).

### Pierderile chinezilor
- Kuomintangul a luptat în 22 angajamente majore, cele mai multe implicând cel puțin 100.000 de soldați de fiecare parte, și în 1.171 angajamente minore, care au implicat cel mult 50.000 de soldați de fiecare parte, și în peste 38.000 de lupte de hărțuială.
- Chinezii au pierdut aproximativ 3,22 milioane de soldați. În conflict au pierit aproximativ 9,13 milioane de civili datorită luptelor și în jur de 8,4 milioane datorită foametei, bolilor și a altor cauze nelegate direct de operațiunile militare. După cum afirma istoricul Mitsuyoshi Himeta, cel puțin 2,7 milioane de civili au murit în timpul operațiunii "ucide totul, jefuiește totul, arde totul" (sanko sakusen) declanșată în 1942 în nordul Chinei de generalul Yasuji Okamura conform autorizației Cartierului General Imperial nr. 575/3 decembrie 1941.[12]

Surse chineze afirmă că totalul pierderilor umane – militari și civili, morți, răniți și dispăruți – se ridică la 35 de milioane de oameni. Cei mai mulți istorici occidentali consideră însă că totalul pierderilor a fost sub 20 de milioane de oameni. Pierderile materiale ale chinezilor au fost evaluate la peste 383 de milioane dolari, (la rata de schimb a lunii iulie 1937). 
- În plus, războiul a făcut ca peste 95 de milioane de oameni să plece în refugiu.

### Pierderile japonezilor
Japonezii au pierdut aproximativ 1,1 milioane de soldați – morți, dispăruți sau răniți – dar acest număr este încă în discuție. Cifrele oficiale japoneze admit pierderi de numai 200.000 de oameni, ceea ce este neobișnuit de puțin pentru un conflict atât de lung. Forțele combinate ale naționaliștilor și comuniștilor au pretins că ar fi ucis mai mult de 1,77 milioane de japonezi în timpul războiului.

## Urmări
Pe la mijlocul anului 1945, ambele tabere se așteptau ca războiul să mai continue cel puțin un an. Pe 6 august 1945, un bombardier B-29 a lansat prima bombă nucleară asupra Hiroșimei. Americanii încercau astfel să-i forțeze pe japonezi să capituleze. Pe 8 august, sovieticii au lansat Operațiunea Furtună de august. După ce URSS a denunțat pactul de neagresiune cu Japonia, i-a atacat în forță pe niponi în Manciuria, în conformitate cu angajamentele luate de Stalin la Conferința de la Yalta, și anume să atace Japonia la trei luni după înfrângerea Germaniei Naziste în Europa. Atacul sovietic a fost executat de trei corpuri de armate. În mai puțin de două săptămâni, Armata din Kwantung cu peste un milion de soldați a fost distrusă de sovietici. Trei zile mai târziu, o nouă bombă nucleară a fost lansată de americani asupra orașului Nagasaki. Japonia a capitulat pe 15 august 1945. Trupele japoneze din China au capitulat în mod oficial pe 9 septembrie 1945. În conformitate cu prevederile înțelegerilor de la Cairo din 1943, Maniciuria, Taiwanul și Insulele Pescadores au fost retrocedate Chinei, dar Insulele Ryukyu au rămas în posesiunea Japoniei. 

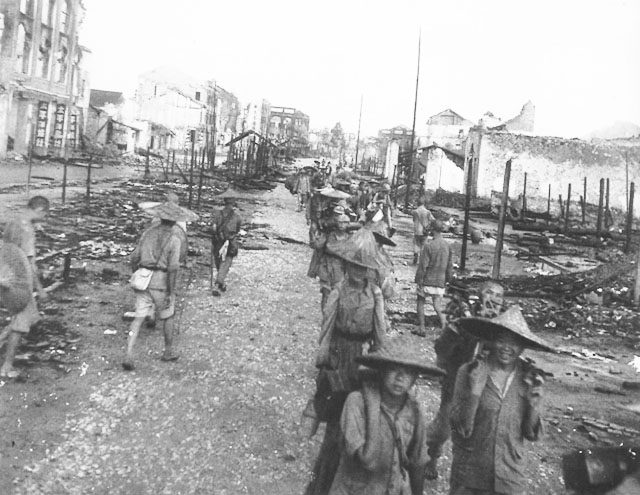
Iulie 1945 – trupele chineze intră în Liuzhou.

În 1945, China termina în mod oficial războiul ca o mare putere militară, dar era de fapt o națiune cu o economie distrusă și în pragul declanșării războiului civil. Economia era sleită de nevoile militare ale unui război lung și costisitor, de luptele interne, inflația explosivă, speculă și de corupția naționaliștilor. La sfârșitul războiului s-a declanșat foametea, întinse terenuri agricole fiind distruse de anii de lupte. Milioane de chinezi aveau casele distruse de lupte sau de acțiunile tacticilor pământului pârjolit. Situația a fost complicată de prevederile Conferinței de la Yalta din februarie 1945, care au adus trupele sovietice în Manciuria. Deși chinezii nu au fost prezenți la discuțiile de la Yalta, ei au fost totuși consultați în toate problemele care îi priveau. Chinezii au fost de acord ca sovieticii să atace în Manciuria, considerându-se că URSS-ul va avea relații doar cu guvernul naționalist. După război, cum înțelegerile de la Yalta prevedea că Manciuria intra în sfera de influență sovietică, sovieticii au demontat și transportat în țară mai mult de jumate din echipamentele industriale lăsate aici de japonezi. Prezența sovieticilor în China de nord-est le-a permis comuniștilor locali să se întărească cu echipamentul militar rămas de la japonezii care se predaseră. Problemele reabilitării zonelor care fuseseră ocupate de japonezi și reconstruirii unei națiuni răvășite de un război prelungit păreau imposibil de rezolvat.
La sfârșitul războiului, armata naționalistă era slăbită, iar politica guvernului central se dovedea foarte nepopulară. În același timp, războiul îi întărise pe comuniști, atât din punct de vedere militar cât și din punct de vedere al popularității. În toate  "regiunile eliberate", Mao Zedong s-a arătat capabil să adapteze marxism-leninismul la condițiile locale. El și-a îndemnat cadrele de conducere să conducă din mijlocul maselor, trăind și muncind cu oamenii de rând, mâncând aceeași mâncare și încercând să împărtășească aceleași griji. Atunci când astfel de măsuri au dat greș, au fost folosite măsuri coercitive mai dure, îndoctrinarea și ostracizarea "dușmanilor poporului". Armata Populară de Eliberare (Armata Roșie) își crease o imagine de apărător al intereselor celor mulți. Cadrele Partidului Comunist Chinez fuseseră împărțite în "roșii" (care lucrau în zonele eliberate) și „albe" (activiști care au lucrat în zonele ocupate de japonezi). Această împărțire avea să devină în timp o sursă de fracționism în rândurile partidului. De-a lungul timpului, armata comunistă s-a adaptat din mers la schimbările din timpul războiului, devenind a forță de luptă experimentată. Mao a început pregătirile pentru transformarea întregii Chine pe principii noi comuniste. Printr-o muncă intensă organizatorică și de propagandă, comuniștii și-au mărit efectivele de la 100.000 de membri în 1937 la 1,2 milioane în 1945. În urma războiului civil, care a izbucnit aproape imediat după înfrângerea Japoniei, Partidul Comunist Chinez a câștigat controlul asupra Chinei continentale, în vreme ce forțele naționaliste s-au văzut nevoite să se retragă pe insula Taiwan.

## Probleme în  litigiu

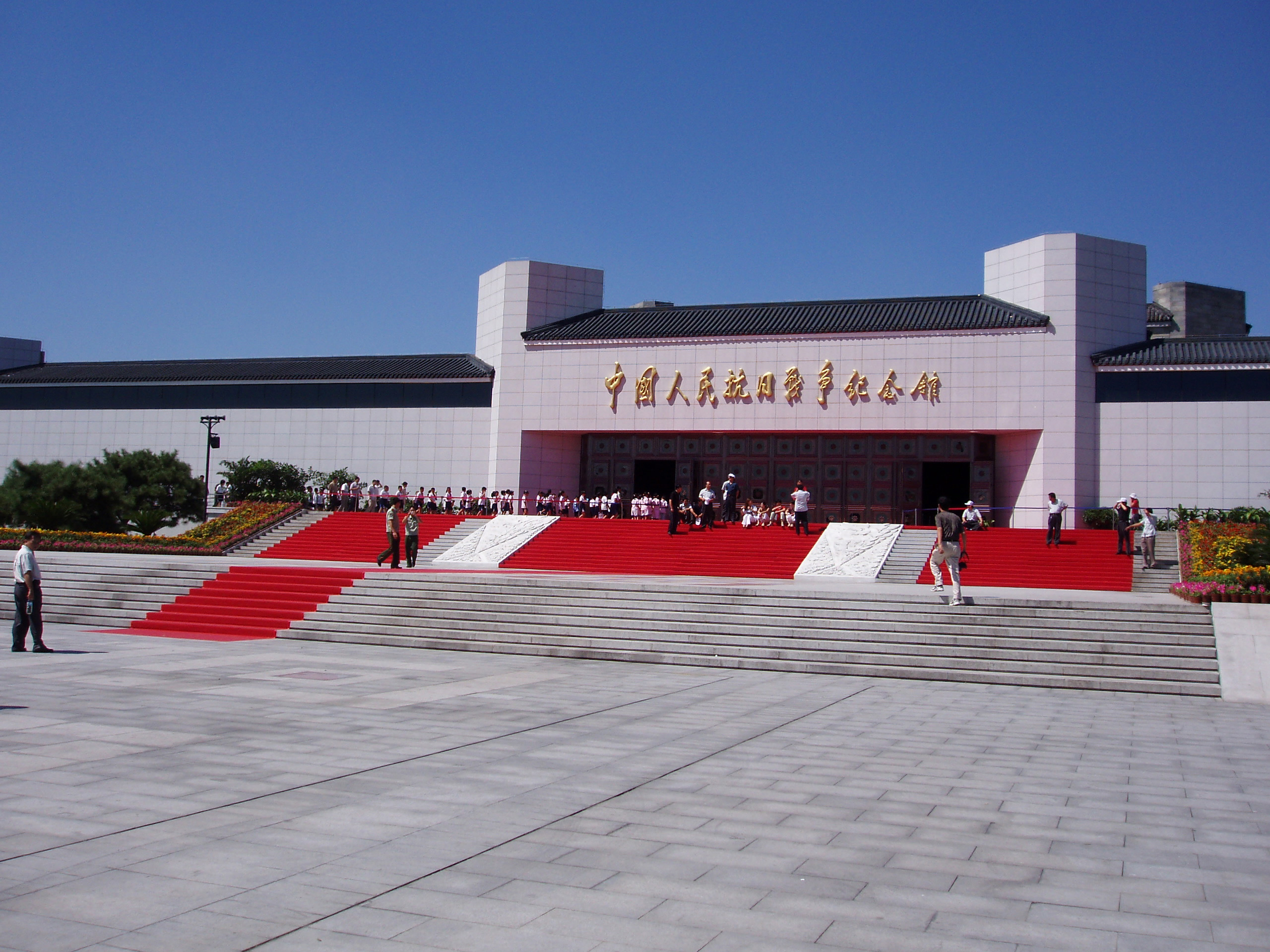
Memorialul rezistenței împotriva japonezilor ridicat pe locul incidentului de la podul Marco Polo.

Al Doilea Război Chino-Japonez este până în ziua de azi un subiect de dispută intre cele două națiuni. Războiul a rămas o piedică importantă în calea dezvoltării relațiilor chino-japoneze, foarte mulți oameni, în special în China, nutresc încă o mare amărăciune legată de perioada conflictului și a urmărilor acestuia.
În Japonia, un grup  mic dar foarte zgomotos de naționaliști și de  militanți de dreapta neagă existența numeroaselor crime atribuite niponilor. Invazia japoneză în țările vecine este de glorificată de aceste grupuri, iar crimele de război, de exemplu masacrul din Nanjing, sclavia sexuală a prizonierelor și Unitatea 731, sunt negate în mod sistematic.
Guvernul japonez a fost acuzat de revizionism istoric datorită faptului că a aprobat publicarea unor manuale care omiteau sau răstălmăceau trecutul militarist al țării. În schimb, guvernul chinez a fost acuzat că folosește războiul pentru agitarea spiritelor anti-japoneze, pentru a întări sentimentele naționaliste și pentru a îndepărta gândurile populație de la probleme interne ale țării.
Guvernul chinez a fost de asemenea acuzat de exagerarea rolului forțelor armate comuniste în lupta cu japonezii. În China comunistă s-a afirmat că rolul hotărâtor în înfrângerea japonezilor l-au avut comuniștii, care au purtat un război de guerilă neiertător cu ocupantul, în condițiile în care forțele armate ale naționaliștilor ar fi refuzat să lupte. În realitate, armata Kuomintangului, inclusiv armata centrală a lui Chiang Kai-shek și alte armate regionale, au dus greul luptelor în timpul războiului. Armata naționaliștilor a suferit pierderi de cam 3,2 milioane de oameni, în timp ce armata comuniștilor a ajuns în perioada de maximă putere la cam 1,7 milioane de luptători. În plus, mulți soldați și ofițeri ai Kuomintangului, care nu au reușit să se refugieze în Taiwan după încheierea războiului civil, au fost persecutați de guvernul comunist și au fost trimiși în lagăre de muncă și de "reeducare". Urmașii și rudele lor au avut de suferit fiind categorisiți "contrarevoluționari" în timpul Revoluției Culturale.
Moștenirea războiului este mai complicată pentru Republica China de pe insula Taiwan. În mod tradițional, taiwanezii sărbătoresc Ziua Victoriei pe 9 septembrie, dată în care este sărbătorită și Ziua Forțelor Armate, și Ziua Retrocedării pe 25 octombrie. Totuși, odată cu transferul puterii de la Kuomintang la facțiunile proindependentiste și cu întărirea politicii de dechinificare, evenimentele comemorând războiul au căpătat o tot mai redusă importanță în viața de zi cu zi a taiwanezilor. Mulți sprijinitori ai independenței Taiwanului consideră că nu este relevant să se păstreze vie memoria rezistenței din timpul războiului, care s-a dus în principal în China continentală. În regiunile în care mișcarea veteranilor Kuomintangului este încă puternică, care încă sunt puternic legați emoțional de perioada războiului, comemorările se țin încă. Astfel, în 2005, la sărbătorirea a 60-a aniversare a încheierii războiului, au fost ținute o serie de conferințe cu privire la război și evenimentele din perioada postbelică la Memorialul Sun Yat-sen din Taipei, iar Kuomintangul a organizat o expoziție la cartierul său general.

## Cine a luptat în războiul de rezistență?
Care a fost tabăra politică chineză care a depus efortul cel mai mare în lupta împotriva japonezilor este o problemă extrem de controversată.
În cadrul Memorialului Războiului de Rezistență a Poporului Chinez împotriva Japoniei de lângă Podul Marco Polo ca și în principalele cărți de istorie din China continentală, se pretinde că Partidul Comunist Chinez a condus efortul de război împotriva invadatorilor, iar luptătorii comuniști au făcut tot ce le-a stat în putință să reziste agresiunii străine. Totuși, în ultima vreme, odată cu schimbările care au apărut în climatul politic din RPC, comuniștii chinezi au acceptat că o serie de generali naționaliști au avut o contribuție în lupte de rezistența împotriva invaziei japoneze. În momentul de față, în China continentală, poziția oficială este că naționaliștii au purtat un război sângeros direct cu japonezii, deși cu rezultate neconcludente, în vreme ce comuniștii s-au angajat într-un  război de guerila mult mai eficient în spatele liniilor inamice. În acest fel se pune accentul pe rolul central Partidului Comunist în războiul care este denumit mai degrabă "Războiul de Rezistență al Poporului Chinez împotriva Japonezilor" decât simplu "Războiul de Rezistență". În conformitate cu punctul de vedere oficial, Kuomintangul a evitat de multe ori angajarea în confruntări de amploare cu japonezii într-o încercare de conservare a forțelor în vederea confruntării care urma să aibă loc cu comuniștii. Totuși, de dragul politicii de de reunificare a patriei, pentru liniștirea autorităților de la Taipei, Republica Populară Chineză a recunoscut în ultima vreme  că naționaliștii și comuniștii au avut contribuții egale în război, victoria împotriva japonezilor fiind mai degrabă a poporului chinez, nu a unui partid politic.
Istoricii care au cercetat sursele japoneze și sovietice au un alt punct de vedere. Rezultatele cercetărilor lor au adus dovezi că forțele comuniste au jucat un rol neînsemnat în războiul cu japonezii, comparativ cu rolul jucat în același conflict de Kuomintang. Acești istorici afirmă că forțele comuniste au menținut implicarea lor în război la un nivel minim, pregătindu-se în schimb pentru confruntarea cu naționaliștii. Acest punct de vedere se apropie de cel al naționaliștilor, care apreciază că ei sunt cei care au dus greul luptelor. Istoricii străini au remarcat că forțele comuniste nu au fost implicate în niciuna dintre cele 22 de bătălii importante, care au implicat cel puțin 100.000 de soldați de fiecare parte. Ofițerul de legătură cu comuniștii chinezi și corespondent TASS Piotr Vladimirov afirma în jurnalul său că nu a aflat de vreo bătălie majoră în care să se fi implicat comuniștii în perioada 1942 – 1945. De asemenea, el amintea că nu i s-a permis nici măcar o dată să facă o vizită jurnalistică pe linia frontului  deși, în calitatea sa de diplomat străin, Vladimirov nu ar fi trebuit să se aștepte să viziteze taberele partizanilor. Comuniștii au evitat de obicei luptele deschise – Campania celor 100 de regimente și Bătălia de la Pingxingguan fiind excepții notabile – preferând să angajeze în luptă mici subunități care atacau de preferință liniile de comunicație japoneze. Prin comparație, încă de la începutul războiului, naționaliștii au trimis cele mai bune trupe (diviziile a 36-a, a 83-a și a 88-a, diviziile de elită ale lui armatei lui Chiang) în prima linie a apărării Shanghaiului. Aproximativ o treime dintre apărătorii Shanghaiului au căzut la datorie. Japonezii îi considerau pe luptătorii naționaliști principala amenințare la adresa autorității lor în China, nu pe comuniști iar bombardarea capitalei naționaliștilor pe timp de război, Chongqing, confirmă importanța pe care o dădeau ocupanții Kuomintangului. De asemenea, principalele forțe japoneze erau destinate în special luptei din China centrală și de sud, departe de principalele zone de acțiune ale comuniștilor, așa cum era provincia Shaanxi.
Mai există o opinie, conform căreia foștii seniori ai războiului au avut contribuția majoră la luptele împotriva japonezilor, considerând că cea mai mare parte a efectivelor Armatei Naționale Revoluționare era formată de fapt din luptătorii diferitelor facțiuni regionale. Armata centrală a lui Chiang Kai-shek a avut pierderi grele la începutul războiului în campaniile de la Shanghai și Nanjing, iar puterea ei militară nu avea să se mai refacă niciodată la nivelul antebelic. Acest fapt l-a obligat pe Chiang să se bazeze pe aportul diviziilor liderilor regionali. Așa-numita „armată provincială" făcea în mod oficial parte din Armata Națională Revoluționară, dar de fapt avea propriile structuri de comandă. Unele dintre bătăliile importante de după anul 1937 au fost purtate de armatele foștilor seniori ai războiului, care luptau însă sub stindardul Kuomintangului, (Bătălia de la Xuzhou și Bătălia de la Changsha).